# Дешевий детектив (фільм)
«Дешевий детектив» (англ. The Cheap Detective) — американський комедійний детектив 1978 року режисера Роберта Мура, знята кінокомпанією Columbia Pictures. Фільм являє собою пародію на стрічки Богарта, такі як «Касабланка» та «Мальтійський Сокіл».

## Сюжет
Події розгортаються в 1940 році, в місті Сан-Франциско. Лу Пекінпа — приватний детектив. Його звинувачують у вбивстві свого вірного партнера, а все тому, що дружина вбитого, деякий час була коханкою Пекінпи. Розслідування веде лейтенант Ді Маджіо разом зі своїми соратниками, але тут раптом в кабінеті Лу з'являється дама, яка назвала себе місіс Монтенегро, вона шукає зниклу дюжину дорогих діамантових яєць.

## У ролях
- Пітер Фальк — Лу Пекінпа
- Медлін Кан — місіс Монтенегро
- Дом ДеЛуїс — Пепе Дамаскус
- Луїза Флетчер — Марлен Дюхард
- Енн-Маргрет — Езабель Дезір
- Ейлін Бреннан — Бетті Дебоуп
- Стокард Ченнінґ — Бесс
- Сід Чезар — Езра Дезір
- Марша Мейсон — Джордж Меркле
- Ейб Віґода — сержант Різзуто
- Філ Сільверс —  Хоппі